# Herczel Manó
Herczel Manó, Herczl Emanuel, 1901-től pusztapéteri, 1912-től báró (Szeged, 1862. július 1. – Budapest, Terézváros, 1918. november 28.) sebész, egyetemi tanár.

## Életútja
Szülei Herczl Fülöp Jechezchel (Ezékiel) (1823–1908) orvos és Pollák Nanett (Nanke). Apja szintén orvos volt, tisztiorvosként részt vett az 1848–49-es forradalom és szabadságharcban. Középiskoláit szülővárosában és Újvidéken végezte. Orvosi tanulmányait a budapesti, bécsi, strasbourgi és párizsi egyetemeken végezte, utóbbi helyen Trélat és Guyot kórodáin mint gyakornok működött. 1884-ben orvosdoktorrá avatták. Ezután két évig Nothnagel bécsi belkórodáján gyakornok volt, később öt évig Vincenz Czerny tanár heidelbergi egyetemi klinikáján mint tanársegéd működött. 1889-ben a Heidelbergi Egyetemen a sebészet magántanára lett. 1892 és 1905 között a székesfővárosi Szent István kórháznak rendelő sebész főorvosaként dolgozott. 1891 és 1914 között magángyógyintézetének igazgatója, majd 1914-től 1918-ig a budapesti Mária Terézia téri Kórház osztályvezető sebész főorvosa volt. 1905-től a Szent Rókus Kórház I. sz. Sebészeti Osztályának osztályvezető főorvosa. 1895 és 1901 között a Budapesti Tudományegyetemen a hasi sebészet magántanára, 1909 és 1918 között címzetes nyilvános rendkívüli tanára volt.
Több cikket írt a vese-, has-, bél-, gége- és idegsebészet köréből. Számottevőek a hasüregi sebészetre vonatkozó elméleti és gyakorlati munkái. A modern hasi sebészet egyik nemzetközileg is elismert művelője volt, jelentős iskolát nevelt fel. Nevéhez fűződik a féregnyúlványműtétek magyarországi bevezetése.
A Salgótarjáni utcai zsidó temetőben nyugszik.

## Magánélete
Felesége Latzkó Klára volt, Latzkó Károly kereskedő és Popper Jozefa lánya, akivel 1892. október 30-án Budapesten kötött házasságot.
Gyermekei
- Herczel Hedvig Sarolta (1893–1978). Férje dr. Doroghi Ervin (1881–1958) ügyvéd volt.
- dr. Herczel Pál (1895–1944) a holokauszt áldozata.

## Fontosabb művei
- Experimentelle und histologische Untersuchungen über compensatorische Muskelhypertrophie bei Darmstenosen. (Zeitschrift für klinische Medizin, 1886)
- Az anilin, az acetanilid és a kámforanilin hatásáról. Kísérleti észleletek alapján. (Orvosi Hetilap, 1887)
- A vándorvese műtéti rögzítéséről. (A magyar orvosok és természetvizsgálók nagygyűlésének munkálatai, 1892)
- A teljes orrképlésnek egy új módja. Előadatott a közkórházi orvostársulat márc. 7-iki ülésén és a XI, nemzetközi római orvosi congressuson. (Orvosi Hetilap, 1894)
- Radikaloperation der Blasenspalte – Ectipia vesicae – durch Implantation der Harnleiter in den Dickdarm. (Zentralblatt für die Krankheiten der Harn- und Sexualorgane. Leipzig, 1899)
- A féregnyúlványlob és annak sebészi kezelése. Monográfia. 1 kihajtható táblázattal. (Budapest, 1900)
- A húgyhólyagkövek spontán átfúródásáról. – Adatok az epekőbetegség sebészi kezeléséhez. Betegek bemutatásával előadatott a közkórházi orvostársulat 1902. máj. 21-iki ülésén. (Magyar Orvosok Lapja. Sebészet, 1902)
- Az epytiphlitis műtevésével elért eredményeim. (A magyar orvosok és természetvizsgálók nagygyűlésének munkálatai, 1905)
- A féregnyúlványlob kór- és gyógytana és a betegség sebészeti kezelése körül szerzett tapasztalatok. (Budapest, 1906)
- Az appendicitis sebészi kezelésének néhány fontosabb kérdése. (Budapest, 1907)
- Adatok a heges pylorusszűkületek műtéti kezeléséhez. (Orvosi Hetilap, 1999. 30.)
- A tüdőüszők műtéti kezeléséről. (Orvosi Hetilap, 2001. 6.).